# 松山市立余土小学校
松山市立余土小学校（まつやましりつよどしょうがっこう）は、愛媛県松山市にある公立小学校。

## 沿革
- 1890年（明治23年） - 余土尋常小学校として開校。
- 1901年（明治34年） - 余戸大字雪松（現在地）に移転。高等科を併設し、余土尋常高等小学校と改称。
- 1918年（大正07年） - 余土村立余土農業補習学校を附設する。
- 1920年（大正09年） - 愛媛県師範学校の代用附属小学校となる（1935年まで）[1]。
- 1941年（昭和16年） - 余土国民学校と改称。
- 1942年（昭和17年） - 校内に余土村郷土館を設立[2]。
- 1947年（昭和22年） - 余土村立余土小学校と改称。
- 1954年（昭和29年） - 温泉郡余土村が松山市へ編入されたのに伴い、松山市立余土小学校と改称。
- 1961年（昭和36年） - 西校舎竣工。プール竣工。
- 1967年（昭和42年） - 南校舎竣工。
- 1970年（昭和45年） - 北校舎竣工。
- 1971年（昭和46年） - 体育館竣工。
- 1975年（昭和50年） - 中校舎竣工。
- 1976年（昭和51年） - 椿小学校が分離。
- 1982年（昭和57年） - 南校舎東竣工。
- 1989年（平成元年） - さくら小学校が分離。創立100周年記念式典を挙行。
- 2016年（平成28年） - 校舎の耐震補強工事完了。

## 通学区域
- 松山市
  - 出合、保免上1丁目の大部分、保免上2丁目、保免中1～3丁目、保免西1～4丁目、余戸東1～5丁目、余戸南1～6丁目

卒業生は基本的に松山市立余土中学校へ進学する。

## 周辺
- 松山市余土支所
- 松山東警察署余戸交番
- 松山余戸郵便局

## アクセス
- 伊予鉄道郡中線 余戸駅から東へ350m